# Aquisição de empresa
A aquisição de uma empresa é a operação pela qual uma sociedade é absorvida por outra, que lhe sucede em todos os direitos e obrigações. Na aquisição, a sociedade adquirida pode deixar de existir, hipótese em que ocorrer a incorporação, ou pode ocorrer de a empresa adquirida continuar com personalidade jurídica própria, quando ocorre a aquisição propriamente dita. O termo em inglês é "Acquisition".
A aquisição é um dos tipos mais comuns de "operações societárias" - juntamente com as fusões, incorporações e cisões.

## Tipos de aquisições de empresas
A aquisição de uma empresa pode acontecer de forma:
- Horizontal, quando a empresa adquirida é do mesmo ramo de negócios ou [5]
- Vertical, aquisição de uma empresa em estágio diferente do mesmo processo produtivo, ou [6]
- Conglomerada, quando a empresa objeto de aquisição é de uma diferente área de atuação.

## Motivos para adquirir uma empresa (vantagens do crescimento inorgânico)
Uma empresa pode ter várias razões para adotar um programa de fusões e aquisições:
- Obter ganhos de escala. Em muitos setores de negócios, é possível que a sobrevivência só seja possível com grandes escalas de produção ou de prestação de serviços. A consolidação das empresas dentro de vários setores econômicos é uma demonstração clara desta motivação.
- Ter acesso a novas tecnologias, processos, recursos complementares ou mercados.
- As sinergias, isto é, ganhos devidos aos processos em comum, do ponto de vista operacional, financeiro ou administrativo sejam relevantes.
- Tempo e custo. É possível, também, que a aquisição seja uma forma mais barata e rápida de expansão em lugar da construção de novas unidades de negócio.
- Economia de impostos derivada de "colchões" tributários da empresa adquirida.
- Percepção de que os ativos da empresa adquirida estão subavaliados ou subutilizados.
- Acesso a novos clientes ou canais de distribuição.
- Reduzir a concorrência
- Expansão a novos mercados [10]
- Excesso de fundos por parte do adquirente, sendo que, em vez de distribuí-los a seus acionistas, resolve comprar outros negócios, talvez em indústrias menos amadurecidas, para dinamizar seu crescimento, conforme a matriz de BCG